# رشته‌کوه توروس
رشته‌کوه توروس (ترکی استانبولی: Toros Dağları; یونانی: Ὄρη Ταύρου) رشته‌ای از کوه‌ها در عمق فلات آناتولی است. این رشته‌کوه‌ها به موازات دریای مدیترانه از استان مانیسا شروع شده و پس از عبور از استان‌های قونیه و قیصریه تا استان آدانا کشیده شده‌اند.
رشته‌کوه آنتی‌توروس رشته‌ای از کوه‌ها هستند که به توازن رشته کوه‌های توروس به سمت فلات ارمنستان کشیده شده‌اند و در سمت شمال باختری فلات ایران واقع شده‌اند.
رودهای فرات و دجله از این رشته کوه‌ها سرچشمه گرفته و پس از عبور از سوریه و عراق به خلیج فارس می‌ریزند.

## نام‌شناسی
رشته کوه تحت نام کنونی در تاریخ توسط پولیبیوس به عنوان Ταῦρος (Taûros) ذکر شده‌است. هاینریش کیپرت در Lehrbuch der alten Geographie می‌نویسد که این نام به یونانی باستان از ریشه سامی (آرامی قدیم) טורא ṭūrā به معنای «کوه» وام گرفته شده‌است.